# Scheibenberg
Scheibenberg település Németországban, azon belül Szászország tartományban. Lakosainak száma 2012 fő (2023. december 31.).

## Népesség
A település népességének változása:
| Lakosok száma | 2091 | 2086 | 2022 | 2038 | 2012 |
|               | 2017 | 2019 | 2021 | 2022 | 2023 |